# Столові сорти винограду

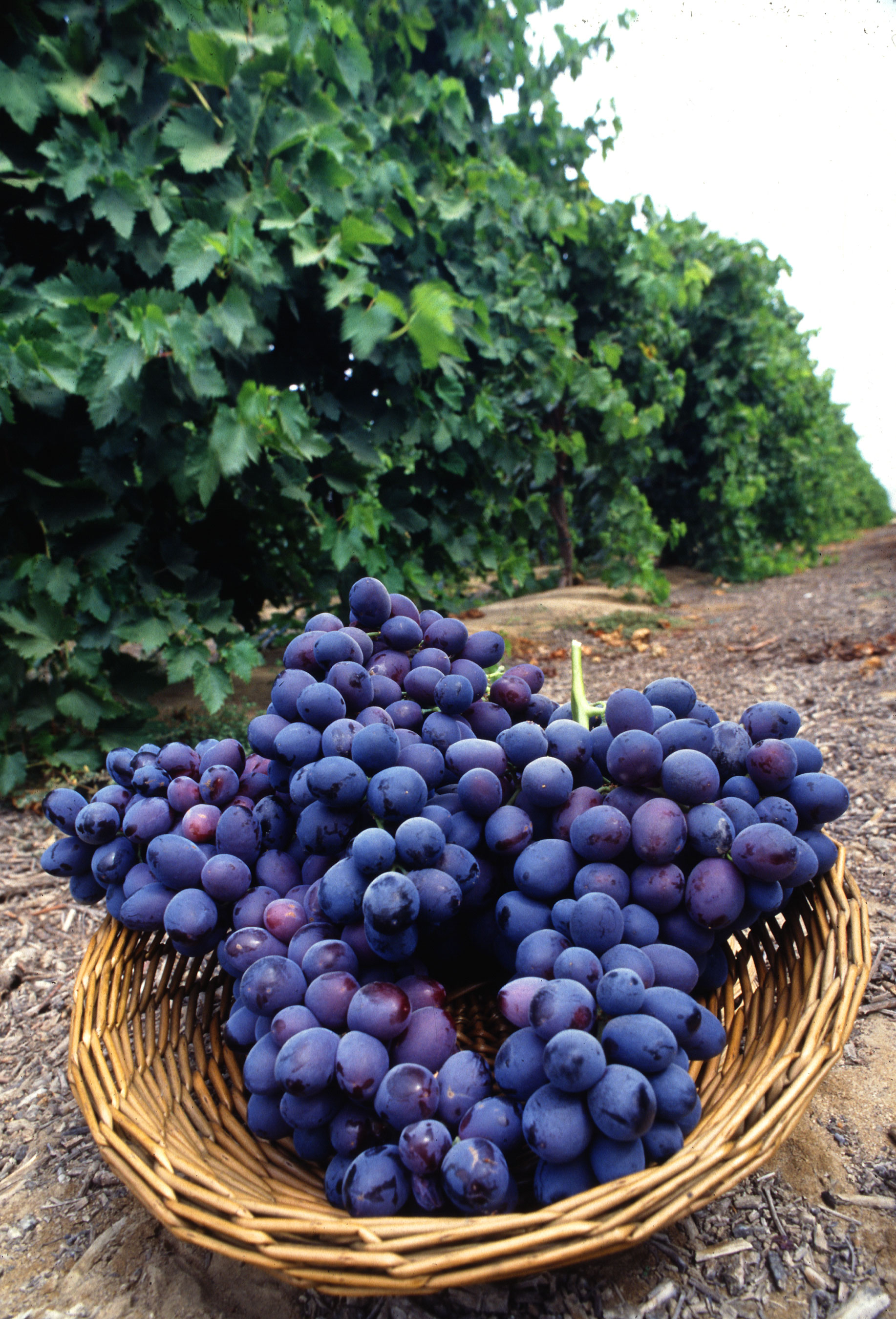
Сорт Autumn Royal

Столо́ві сорти́ виногра́ду — сорти винограду, що вирощуються для споживання у свіжому вигляді. На відміну від винних столові сорти мають нещільні грона, ягоди солодкі, соковиті, з тонкою шкірочкою.
В Україні вирощують такі столові сорти винограду: Августин, Аркадія, Ассоль, Молдова, Мускат гамбурзький, Мускат Італія, Мускат бурштиновий, Шабаш, Ранній Магарача, Кеша, Кодрянка, Королева виноградників, Іршаї Олівер, Жемчуг Зала або Заладьондь, Шасла біла, Русвен, Русбол, Русмол, Сурученський білий та ін. 